# Convexella jungerseni
Convexella jungerseni är en korallart som beskrevs av Madsen 1944. Convexella jungerseni ingår i släktet Convexella och familjen Primnoidae. Inga underarter finns listade i Catalogue of Life.